# Paniewo (jezioro)
Paniewo – jezioro położone na północny wschód od Augustowa (województwo podlaskie, powiat augustowski, gmina Płaska).
Niedaleko zbiornika leżą wsie Gorczyca i Paniewo. Pomiędzy śluzą Paniewo a następną śluzą Gorczyca kanał przepływa przez dwa jeziora: Orle i Paniewo.